# Wienerfilharmonikernas nyårskonsert 1995
Wienerfilharmonikernas nyårskonsert 1995 räknas som den 55:e nyårskonserten från Wien och ägde rum den 1 januari 1995 i Wiens Musikverein. Dirigent var Zubin Mehta, som även dirigerade 1990 års konsert.

## Historia
Strikt räknat var det Wienerfilharmonikernas 50:e nyårskonsert, eftersom det inte var förrän 1946 som namnet introducerades. Dessutom var det den 56:e Årsskifteskonserten, då det vid årsskiftet 1939/40 gavs en Außerordentliches Konzert (extraordinär konsert) av Wienerfilharmonikerna, som dock ägde rum på nyårsafton 1939. Från 1941 dirigerades nyårskonserten av Clemens Krauss, med undantag för åren 1946 och 1947 då Krauss förbjöds att dirigera på grund av sin närhet till nazistregimen och ersattes av Strausspecialisten Josef Krips.
Efter Clemens Krauss död 1955 följde Willi Boskovsky, konsertmästare i Wienerfilharmonikerna, som dirigerade konserten 25 gånger i rad. Från 1980 till 1986 följde sju konserter med dirigenten Lorin Maazel, som tjänstgjorde som chef för Wiener Staatsoper från 1982 till 1984. Därefter beslutade Wienerfilharmonikerna att bjuda in en ny dirigent varje år.
Som har varit fallet varje år sedan 1980 var blomsterdekorationerna en gåva från den italienska staden San Remo.

## Program

### 1:a delen
1. Johann Strauss den yngre: Reitermarsch, op. 428*
2. Josef Strauss: Wiener Kinder, Vals, op. 61*
3. Josef Strauss: Arm in Arm, Polka mazur, op. 215
4. Joseph Lanner: Favorit-Polka, op. 201*
5. Johann Strauss den yngre: Morgenblätter, Walzer, op. 279
6. Johann Strauss den yngre: Process-Polka (schnell), op. 294

### 2:a delen
1. Franz von Suppé: Ouvertyr till operetten Banditenstreiche*
2. Johann Strauss den yngre: Perpetuum mobile, Musikalischer Scherz, op. 257
3. Josef Strauss: Thalia, Polka mazur, op. 195*
4. Eduard Strauß: Electrisch, Polka schnell, o. op.**
5. Johann Strauss den äldre: Alice-Polka, op. 238*
6. Johann Strauss den yngre: Russische Marsch-Fantasie, op. 353*
7. Josef Strauss: Mein Lebenslauf ist Lieb’ und Lust, Walzer, op. 263
8. Johann Strauss den yngre, Josef Strauss, Eduard Strauß: Schützen-Quadrille, o. op. (d. i. en gemensam komposition av de tre bröderna)

### Extranummer
1. Josef Strauss: Auf Ferienreisen, Polka schnell, op. 133
2. Johann Strauss den yngre: An der schönen blauen Donau, Vals, op. 314
3. Johann Strauss den äldre: Radetzkymarsch, op. 228

Verkförteckningen och verkens ordning finns på Wienerfilharmonikernas webbplats.
De verk markerade med * stod för första gången på programmet till en Nyårskonsert.
** Polkan Electrisch av Eduard Strauss spelades inte bara första gången på en nyårskonset, utan benämns på CD:n som världens första inspelning av verket.

## Weblänkar
- Program för nyårskonserten 1995 på wienerphilharmoniker.at